# Шагирли-Шомишти
Шагирли-Шомишти – газове родовище у Мангістауській області Казахстану. 
Родовище виявили у 1959-му, коли розвідувальна свердловина дала притік газу з глибини лише 350 метрів. В 1963-му на стурктурах Шагирли та Шомишти пройшли дві свердловини глибиною 2842 та 2805 метрі відповідно, які досягнули відкладень пермського періоду, проте не виявили покладів вуглеводнів у глибоких пластах. Далі в 1965 – 1968 роках на площі родовища спорудили 113 структурно-пошукових та розвідувальних свердловин, глибина яких не перевищувала 520 метрів. За результатами цих робіт балансові запаси визначили на рівні 20,5 млрд м3 (плюс позабалансові, тобто нерентабельні для розробки, у 11,9 млрд м3). Розвідувальні свердловини законсервували, а в 1992-му перевели у розряд ліквідованих. 
Поклади вуглеводнів родовища залягають на глибинах від 300 до 350 метрів у відкладах еоцену. Колектори – тонкі пісковикові пропластки, розділені частим глинистими алевролітами та глинами. Товщина покладу коливається від 10 до 42 метрів (середня 22 метра), а ефективна газонасичена товщина становить від 1,9 до 15,2 метра (в середньому 8 метрів). 
В 2000-х роках організувати видобуток спробували через компанію «Каспиан Газ Корпорейшен». В 2005 – 2008 пробурили 45 експлуатаційних свердловин та спорудили необхідну інфраструктуру. Втім, реалізація проекту зустрілась з ускладненнями і в 2010-му «Каспиан Газ Корпорейшен» позбавили ліцензії на родовище через невиконання зобов’язань. В 2014-му права на розробку отримала компанія «Казазот», яка потребує великих обсягів природного газу для свого заводу азотних добрив у Актау та в  2015-му запустила видобуток на Шагирли-Шомишти.
Станом на початок 2018 року запаси родовища за категоріями доведені та ймовірні оцінювались у 23,1 млрд м3. В 2017-му з Шагирли-Шомишти отримали 710 млн м3 товарної продукції, в 2018-му – 681 млн м3, в 2019-му – 642 млн м3.
Видобутий газ після проходження осушки на установці підготовки подається до трубопроводу Шагирли-Шомишти – Бейнеу.